# 宮古灣海戰
宮古灣海戰是日本箱館戰爭中的一場戰役，1869年5月6日發生在盛岡藩宮古村（現・岩手縣宮古市）的宮古灣，交戰雙方是明治新政府軍和舊幕府軍。海上戰力居於劣勢的舊幕府軍，對新政府軍的主力艦甲鐵執行奪取作戰，但是，以失敗告終。舊幕府軍的回天艦長甲賀源吾也在海戰中戰死。